# فيليب غيلبرت
فيليب غيلبرت هو ممثل كندي، ولد في 29 مارس 1931 بفانكوفر في كندا، وتوفي في 6 يناير 2004 في المملكة المتحدة.

## وصلات خارجية
- فيليب غيلبرت على موقع IMDb (الإنجليزية)
- فيليب غيلبرت على موقع أول موفي (الإنجليزية)
- فيليب غيلبرت على موقع قاعدة بيانات الأفلام السويدية (السويدية)
- فيليب غيلبرت على موقع قاعدة بيانات الفيلم (الإنجليزية)
- فيليب غيلبرت على موقع كينوبويسك (الروسية)